# Mochovce

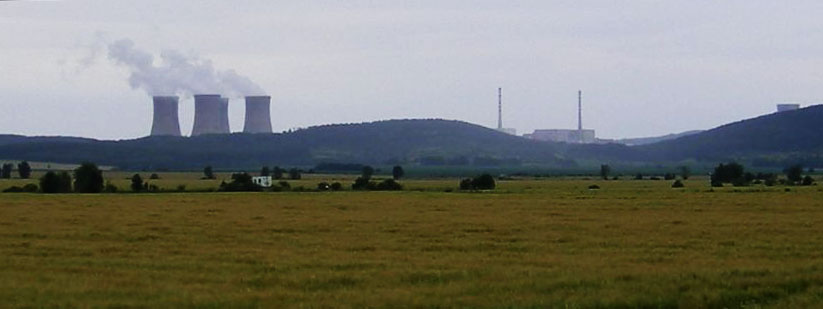
Blick auf das Kernkraftwerk

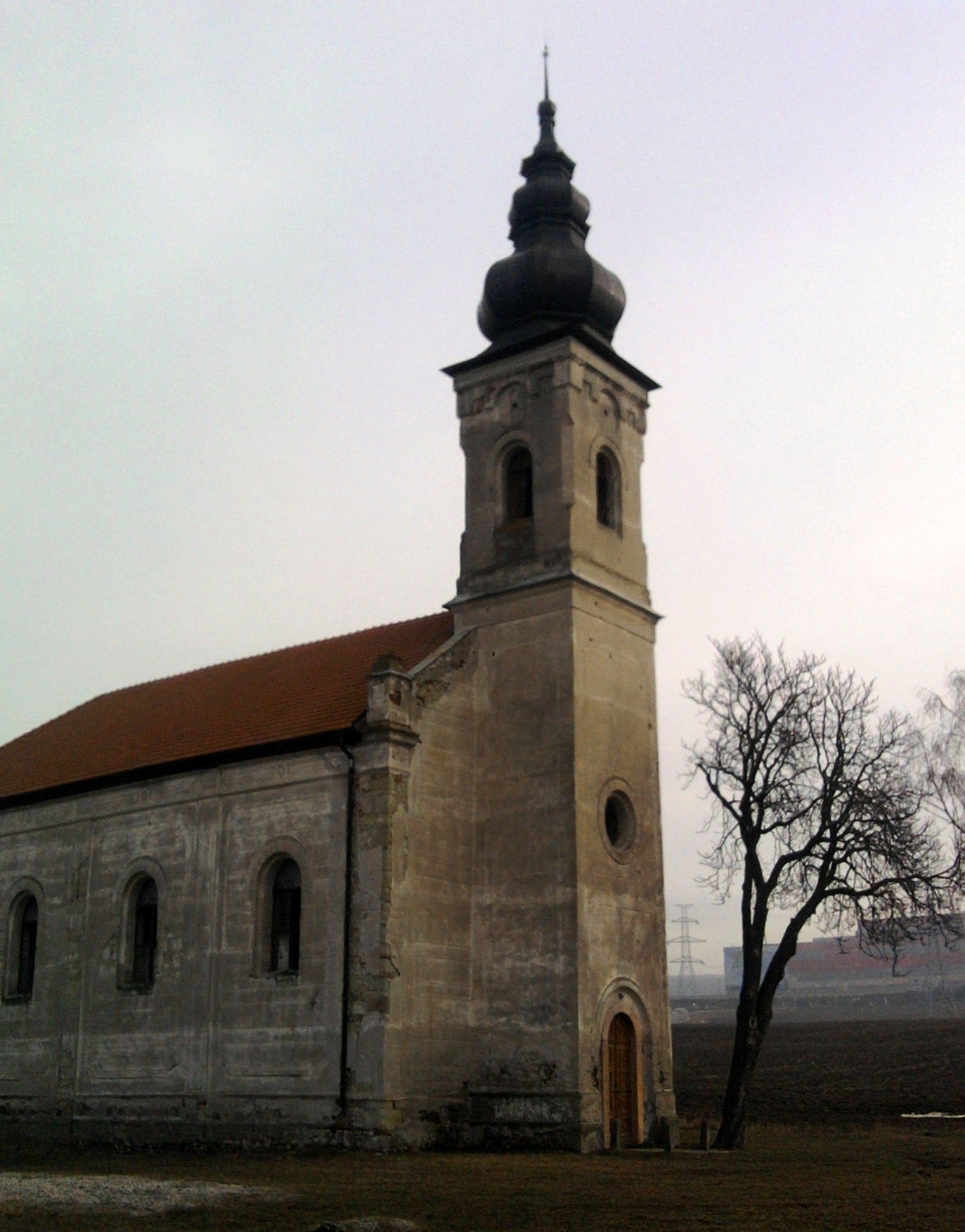
Ehemalige Kirche

Mochovce (ungarisch Mohi) ist eine Ortschaft in der Slowakei, seit 1990 Gemeindeteil von Kalná nad Hronom, vorher eine selbständige Gemeinde. Mochovce wurde 1295 zum ersten Mal schriftlich als Muhy erwähnt und gehörte bis 1918 im Komitat Bars zum Königreich Ungarn. 1900 hatte der Ort 970 Einwohner. Danach kam das vorwiegend von Ungarn bewohnte Dorf zur neu entstandenen Tschechoslowakei, wurde aber auf Grund des Ersten Wiener Schiedsspruchs zwischen 1938 und 1945 wieder ein Teil Ungarns. Danach wurde es wieder ein Teil der Tschechoslowakei und hatte 1980 343 Einwohner. Zwischen 1979 und 1981 481 Einwohner des Dorfes umgesiedelt, das Dorf wurde aufgelöst und sein Katastergebiet wurde 1990 dem Dorf Kalná nad Hronom angegliedert. In den 1980er Jahren wurde das Kernkraftwerk Mochovce gebaut und das Dorf dabei weitgehend abgerissen. Lediglich die Barockkirche und der Friedhof stehen noch.
Seit 2001 wird bei Mochovce das oberflächennahe Endlager Mochovce für schwach- und mittelradioaktive Abfälle betrieben. In neogenen Tonen wurden Lagerkammern angelegt; diese haben eine Lagerkapazität von 22.320 m3.